# Râul Șcheia
Râul Șcheia sau Râul Șcheianu este un curs de apă, afluent al râului Suceava. 